# Arnoldsville
Arnoldsville es un pueblo ubicado en el condado de Oglethorpe en el estado estadounidense de Georgia. En el censo de 2000, su población era de 312.

## Demografía
En el 2000 la renta per cápita promedia del hogar era de $32,750, y el ingreso promedio para una familia era de $42,083. El ingreso per cápita para la localidad era de $17,652. Los hombres tenían un ingreso per cápita de $32,917 contra $21,667 para las mujeres.

## Geografía
Arnoldsville se encuentra ubicado en las coordenadas 33°54′20″N 83°13′0″O / 33.90556, -83.21667 (33.905440, -83.216737).
Según la Oficina del Censo, la localidad tiene un área total de 4,4 km² (1,7 mi²), de la cual 4,4 km² (1,7 mi²) es tierra y 0 km² (0 mi²) (0.0%) es agua.